# Bordeaux-en-Gâtinais
Bordeaux-en-Gâtinais je francouzská obec v departementu Loiret v regionu Centre-Val de Loire. V roce 2011 zde žilo 117 obyvatel.

## Sousední obce
Auxy, Corbeilles, Sceaux-du-Gâtinais

## Vývoj počtu obyvatel
Počet obyvatel